# Ачајоло (Пиза)
Ачајоло (итал. Acciaiolo) је насеље у Италији у округу Пиза, региону Тоскана.
Према процени из 2011. у насељу је живело 219 становника. Насеље се налази на надморској висини од 30 м.